# Happier Than Ever (dal)
A Happier Than Ever Billie Eilish amerikai énekesnő-dalszerző dala, 2021-ben megjelent azonos című második stúdióalbumáról. Az album hatodik kislemezeként adták ki 2021. július 30-án, a Darkroom és az Interscope Records gondozásában. A kislemez egy indie pop és noise rock dal, amely Eilish toxikus kapcsolata miatti haragjáról szól egy korábbi partnere iránt. Lágy énekhanggal kezdődik, klasszikus és basszusgitárokkal támogatva, és átmegy egy torzabb, zajos rock dalba. A dalt producerével, Finneas O’Connellel írta, miután befejezte a When We All Fall Asleep Tour (2019) amerikai szakaszát.
A megjelenés után sok szakértő a Happer Than Evert dicsérte az album csúcspontjaként, valamint a méltatták Eilish vokális teljesítményét, amelyet hangosabbnak tartottak, mint az előző munkáin. Számos publikáció, például a Billboard, a Pitchfork Media és a Rolling Stone pályafutása addigi egyik legjobb dalának nevezte. A 64. Grammy-gálán négy jelölést kapott, köztük és az Év dala kategóriában. Elnyerte az év dala díjat a 2022-es MTV Video Music Awardson. A Happier Than Ever a 11., illetve a 6. helyen végzett az amerikai Billboard Hot 100 és Global 200 listán.
A dal videóklipje ugyanazon a napon jelent meg, mint a kislemez. Ebben Eilish egy telefonbeszélgetésen keresztül adja elő a dalt, majd felmászik egy háztetőre és táncol az esőben. Az énekesnő élőben is előadta a dalt a The Tonight Show Starring Jimmy Fallon, Jimmy Kimmel Live! és a Saturday Night Live műsorain 2021-ben, valamint a 2022-es Coachella és Glastonbury fesztiválokon.

## Kiadás
Eilish 2021 áprilisában utalt egy hamarosan megjelenő dalra, és Instagramon a „things are comingggg” feliratot tette közzé. Egy héttel később, április 26-án kiadta a Happier Than Ever egy 15 másodperces részletét Instagramon, amelyben egy széken ülve, háttal a kamerának volt látható. A DIY „lecsupaszítottnak” minősítette a klipet, és azt feltételezte, hogy „Billie vadonatúj korszakát köszönti”. A dal az album mellett jelent meg 2021. július 30-án, hatodik kislemezeként. 2021. szeptember 4-én megjelent egy rövidebb verziója is, amely csak a második részét tartalmazza, illetve egy olasz rádiós kiadás, amely hozzáadja a dal elejéhez a refrént.[forrás?]

## Fordítás
Ez a szócikk részben vagy egészben  a   Happier Than Ever (song) című angol Wikipédia-szócikk ezen változatának fordításán alapul.  Az eredeti cikk szerkesztőit annak laptörténete sorolja fel. Ez a jelzés csupán a megfogalmazás eredetét és a szerzői jogokat jelzi, nem szolgál a cikkben szereplő információk forrásmegjelöléseként.